# Rinaldo Piscicello
Rinaldo Piscicello, surnommé le cardinal de Naples (né vers 1415/1416 à Naples, Italie, alors capitale du royaume de Naples et mort à Rome le 4 juillet 1457) est un cardinal italien du XVe siècle. Il est parent de Lucrèse d'Alagni, la favorite du roi Alphonse V d'Aragon.

## Biographie
Rinaldo Piscicello est référendaire, chanoine et vicaire général de l'archidiocèse de Naples et protonotaire apostolique. En 1451, il est nommé archevêque de Naples. Il fait reconstruire la cathédrale de S. Saverio à Naples, après le grave tremblements de terre de 1456, qui a causé la mort de 40 000 de personnes. 
Le pape Calixte III le crée cardinal lors du consistoire du 17 décembre 1456.